# Tilman Tarach
Tilman Tarach ist ein deutscher Sachbuchautor.

## Leben
Tarach ist promovierter Jurist und lebt in Berlin und Istanbul. Zu seinen Veröffentlichungen zu den Themen Israel, Nahostkonflikt, Antisemitismus und Antizionismus hält er Vorträge und Lesungen in zahlreichen deutschsprachigen Städten, so war er 2023 zum Beispiel zu Gast am Sigmund-Freud-Institut in Frankfurt am Main oder in Bergisch Gladbach auf Einladung der Amadeu Antonio Stiftung. Seit Beginn der 2020er Jahre erschienen Kurzbeiträge von Tarach in der linken Wochenzeitung Jungle World und der Jüdischen Allgemeinen.

## Rezeption
Über Tarachs Buch Teuflische Allmacht schrieb Micha Brumlik in der Frankfurter Rundschau, der Autor belege „die Annahme, dass ein unbewusstes Bild vom Juden, der Christus ablehnt und somit als Bedrohung der eigenen Identität erscheint, der eigentliche Antrieb des Judenhasses bis in die Gegenwart“ sei. Unter anderem könne Tarach nachweisen, „wie sehr doch der vermeintlich kirchenfeindliche Hitler vom christlichen Antijudaismus zehrte, so auch Heinrich Himmler bis hin zu einer der herausragenden Persönlichkeiten der Bekennenden Kirche, Martin Niemöller.“ Klaus Hillenbrand bemängelte in der taz zwar, Tarach unternehme „keine Analyse des modernen, rassistisch geprägten Antisemitismus“. Doch zeige er „überzeugend, wie stark christliche Motive den NS-Antisemitismus prägten – und weit darüber hinaus“, nämlich heutzutage „bei Beschuldigungen gegen den Staat Israel […] – und dies jetzt auch von muslimischer Seite.“ Der Politologe Armin Pfahl-Traughber lobte in einer Rezension für den hpd, das Tarach seine Thesen nicht nur anhand von historischen Quellen umfangreich belege, sondern dabei auch bereits von Anfang an wohltuend differenziere. Pfahl-Traughber vermisste jedoch ein wenig, dass Tarach nicht den letzten Schritt gegangen war und nicht wie der israelische Historiker Saul Friedländer von einem „Erlösungsantisemitismus“, also von einem Konzept der Erlösung durch Auslöschung der Juden gesprochen habe. René Thannhäuser befand im Neuen Deutschland, dass Tarachs Buch „materialreich und durchweg hervorragend geschrieben“ sei und „selbst für Leser*innen mit Vorkenntnissen neue Erkenntnisse“ biete.

## Schriften
- Der ewige Sündenbock: Heiliger Krieg, die "Protokolle der Weisen von Zion" und die Verlogenheit der sogenannten Linken im Nahostkonflikt,  Edition Telok, Berlin/Freiburg 2010, ISBN 978-3-00-026583-9.
- Teuflische Allmacht: Über die verleugneten christlichen Wurzeln des modernen Antisemitismus und Antizionismus, Edition Telok, Berlin/Freiburg 2022, ISBN 978-3-9813486-4-4.